# Liste der Einträge im National Register of Historic Places im Texas County (Missouri)

Lage des Texas Countys in Missouri

Die Liste der Einträge im National Register of Historic Places im Texas County in Missouri führt alle aktuellen Bauwerke und historischen Stätten im Texas County auf, die in das National Register of Historic Places aufgenommen wurden.

## Legende
| NRHP | Historic Place    |
| HD   | Historic District |

## Aktuelle Einträge
| [ 3 ] | Name                                            | Bild              | Eintragsdatum        | Lage                                                               | Ort     | Beschreibung |
| ----- | ----------------------------------------------- | ----------------- | -------------------- | ------------------------------------------------------------------ | ------- | ------------ |
| 1     | Bates-Geers House                               | Bates-Geers House | 1982 ID-Nr. 82003159 | Östlich von Plata an der Slabtown Road 37° 32′ 54″ N, 92° 6′ 42″ W | Plato   |              |
| 2     | Arthur W. and Chloe B. Cole House               |                   | 1998 ID-Nr. 98001500 | 5803 Rocky Branch Road 37° 15′ 42″ N, 92° 1′ 58″ W                 | Houston |              |
| 3     | Houston High School                             |                   | 2009 ID-Nr. 09000016 | 423 West Pine Street 37° 19′ 34,8″ N, 91° 57′ 40,2″ W              | Houston |              |
| 4     | Houston Ranger Station Historic District        |                   | 2003 ID-Nr. 03000713 | 104 MO 63S 37° 19′ 17″ N, 91° 57′ 22″ W                            | Houston |              |
| 5     | White Rock Bluffs Archeological Pictograph Site |                   | 1969 ID-Nr. 69000126 | Adresse nicht veröffentlicht                                       | Bucyrus |              |